# 余地峠
余地峠（よちとうげ）は、群馬県甘楽郡南牧村と長野県南佐久郡佐久穂町の境にある群馬県道・長野県道108号下仁田佐久穂線の峠。標高1,268m。
上野国箕輪城攻めの際などに武田信玄が軍用道路として使ったことが『甲陽軍鑑』に記載されている。江戸時代を通じて上野南部と佐久盆地の間の交易路として用いられ、明治以降も、北にある田口峠を越えるルート（現群馬県道・長野県道93号下仁田臼田線）が整備されるまでの間、交易路として用いられた。